# ان‌دابلیو ئی
ان‌دابلیو ای (NW E) خودرویی است که در سال‌های ۱۹۰۴ تا ۱۹۰۶ در موراوی تولید شده‌است.